# ニオイタコノキ
ニオイタコノキ(Pandanus amaryllifolius)は、タコノキ属の熱帯植物である。パンダン(pandan)として知られる。葉には芳香があり、東南アジアにおいて、料理の香り付けに広く用いられる。また、タミル料理等の南アジアの食文化や中国の海南料理でも用いられる。

## 分布域
ニオイタコノキは栽培種であり、古代から栽培されていたと考えられている。種子を付けず、吸芽または挿し木により繁殖する。モルッカ諸島の標本が初めて記載されたが、これらの標本の中に雄花が滅多にないことから、ここがこの種の起源であることが示唆されている。しかし、他に野生種が見つかっておらず、未だ推測である。東南アジア及び南アジアで広く栽培されている。

## 特徴
ニオイタコノキの特徴的な芳香は、表皮下層の絨毛から発見された芳香化合物の2-アセチル-1-ピロリンによるものである。この物質は、白パン、ジャスミン米、バスマティ等にその特徴的な香りを付けるのに用いられる。直立した緑色の植物で、長くて細い刃のような葉と扇型に広がった気根を持つ。種子を付けないため、花は滅多に咲かず、挿し木等で繁殖する。

## 利用

### 料理

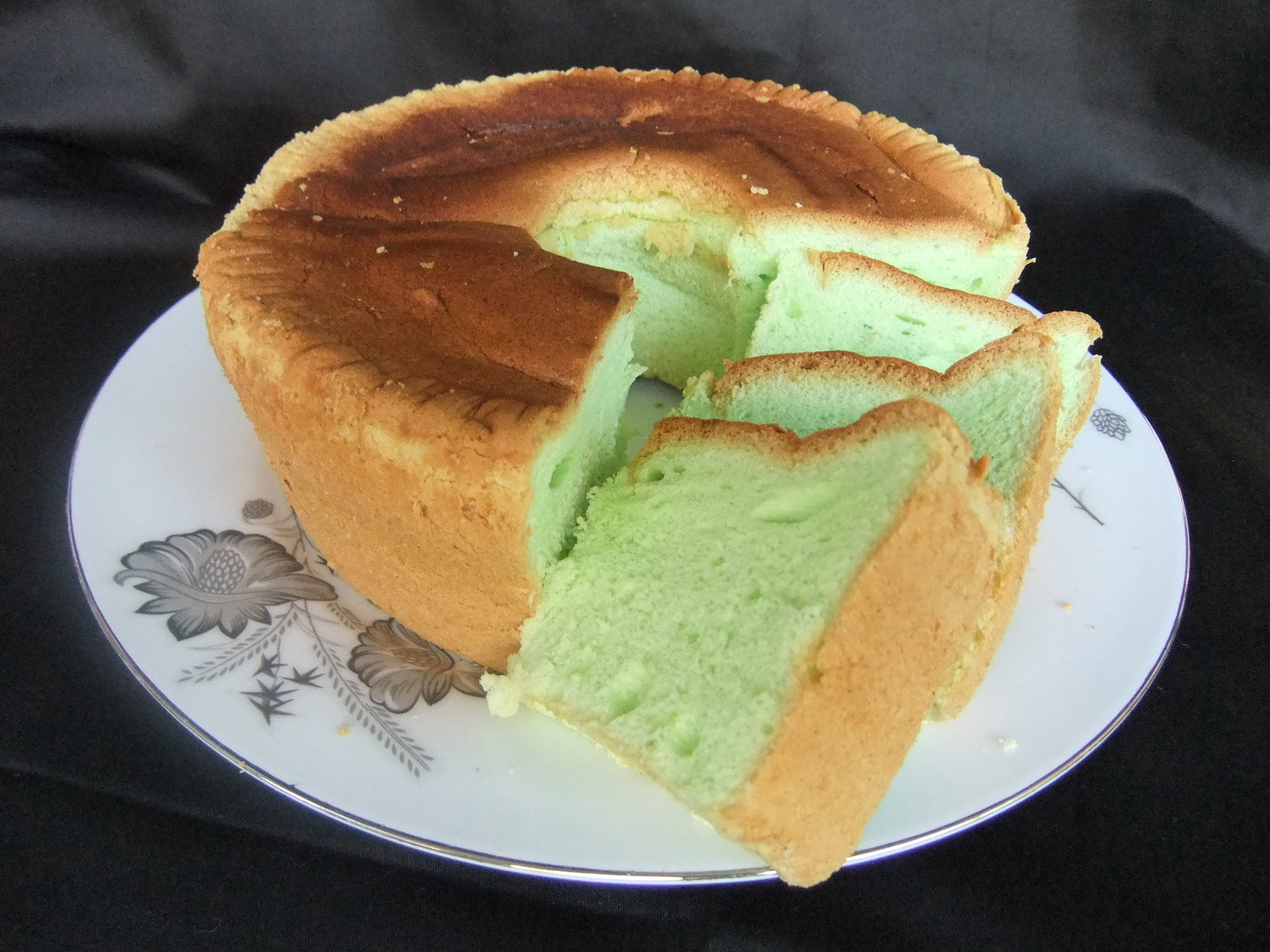
パンダンリーフを緑色の着色料及び香料として用いたシフォンケーキであるパンダンケーキ

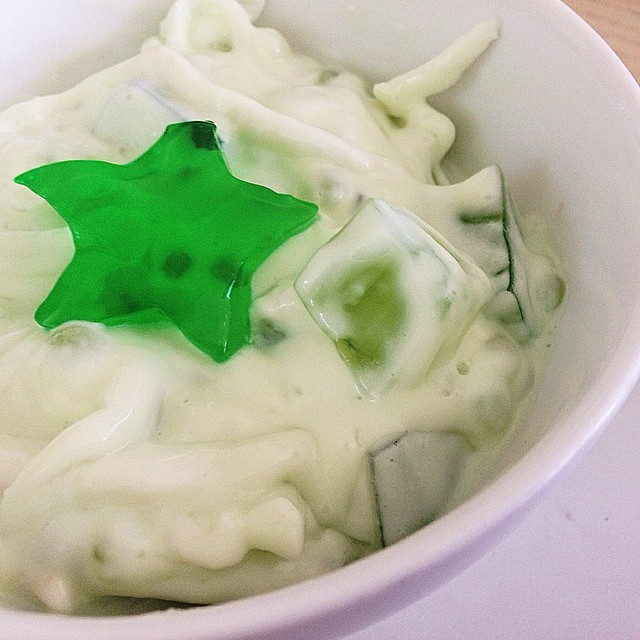
パンダンリーフ精油で風味付けしたグラマンと若いココナッツ（ブコ）から作るフィリピンのブコパンダンサラダ。フィリピンでは人気のある食材の組合せで、ブコパンダンケーキというものもある。

ニオイタコノキの味は、フローラル、スイート、グラスと形容され、時にバニラのようだとも称され、しばしばほのかな風味や香りを持つ。
シンガポール、カンボジア、マレーシア、インドネシア、フィリピンでは、一般にパンダンと呼ばれる。葉から得られる緑色のジュースは、緑色の着色料や香料として、マレーシア料理、インドネシア料理、フィリピン料理等で用いられ、クエやカカニン、クルポン、クエプトゥ、ダダールグルン、ラピスレギット、パンダンケーキ、ブコパンダンサラダ、ブコパンダンケーキ等の伝統的なデザート等に加えられる。傷を付けたパンダンリーフを結んだものを香り付けのため、ココナッツライスに加えることもある。
スリランカではランバイと呼ばれ、ほぼ全ての家庭で栽培されている。スリランカ料理の多くは、オオバゲッキツとともにこの葉を香り付けに用いる。インドでは、アンナプルナの葉と呼ばれ、オリッサ州では、コメやピタの香り付けに用いる。バングラデシュではプラオパタ、モルディブではランバーと呼ばれ、自生するタコノキ属の他の種とともに、プラオ、ビリヤニ、ココナッツライスプディング、キール等を作るのにバスマティを用いなかった場合に風味を強めるのに用いる。安価な通常のコメにパンダンリーフを加えることで、高価なバスマティの代替とすることができる。葉は、生のものも乾燥したものも用いられ、冷凍のものが市販されている。特にコメ料理やデザート、ケーキ等の多くのアジア料理に用いられることで、ナッツのような風味を与える。
葉をココナッツミルクに浸したものを料理に使ったり、束ねて結び、食べ物と一緒に調理することもある。籠を編み、これを鍋としてコメを調理することもある。タイ王国ではバイトゥーイと呼び、パンダンチキン（ガイホーバイトゥーイ）は、鶏肉をパンダンリーフで包み、揚げたタイ料理である。フィリピンでは、ココナッツミルクを利用した料理やブコパンダン等のデザートに用いる。スマン等の米菓子や、甘味のある飲み物やデザートにも広く用いられている。
パンダンリーフ及びその抽出物は、その抗細菌作用及び抗菌作用から、特にカビに対する保存料としても用いられる。
2017年10月、料理人のナイジェラ・ローソンは、パンダンが人気のある抹茶やアボカドトーストに取って代わると予測した。2017年に特にイギリスにおいて、SNSでのパンダンの認知度が高まった一方、アジアでは長い間広く用いられてきた食材であるため、ローソンが「新しい」食材を「発見」したと表現する報道に対する反発もあった。
瓶入りの抽出物も市販されており、しばしば緑色の着色料を含む。

### その他の利用
葉は、香水や伝統医療に用いられている。また、エキスがバニラエッセンスの代わりに用いられることがある。
ワモンゴキブリに対する防虫剤の効果が研究されている。
葉は心地よい芳香を持ち、消臭剤としても用いられる。タイでは、タクシーの運転手がその目的で用いることがある。